# Сахун (озеро)
Сахун (перс. ساهون‎) — озеро в Мазендеранской провинции на севере Ирана, которое расположено на расстоянии приблизительно 25 км к востоку от потухшего вулкана Демавенд и примерно 75 км от столицы страны Тегерана. Озеро окружено с севера горою Хартаб (Хард-Кух), с юга — горою Маджиле-Дущ, а напротив нее — гора Доу-Берар и деревня Ира, а на западе — деревни Ниякь, Кенар-Анджам и Кяндалю, а на востоке — высокая гора Абарт с известной крепостью Пащваре.

## География
Озеро расположено в средней части горной системы Эльбурс (где и находится вулкан Демавенд), точнее — в аллювиальной долине между гор Кух-е Сахун и Кух-е Калав Мирестан. Озеро находится на высоте 3077 м над уровнем моря и является одним из самых высоко расположенных озёр в государстве. Площадь поверхности озера составляет приблизительно 1,0 га, глубина его — до 2,0 м, а объём — около 10 тысяч м³. Озеро простирается примерно на 150 м в направлении с севера на юг, а ширина его колеблется, максимально достигая приблизительно 100 м. Самые близкие населённые пункты, находящиеся около озера — Харе (7,5 км к северо-западу от него), Нава (12,5 км к западу) и Арджоманд (15 км к востоку). С последним населённым пунктом озеро связано локальной автодорогой.

## Гидрология
Сахун в самом широком гидрологическом и гидрогеологическом смысле классифицируется как часть бассейна Каспийского моря, с которым его связывают реки Руд-е-Сахун и Хараз-Руд. Часть этого бассейна около Сахуна в центральной части имеет площадь приблизительно 20 км², а его границы определяются вершинами четырёх гор, которые простираются в направлении с востока на запад, а также горными перевалами между них. Вершины Кух-е-Сахуна (3616 м) и Кух-е-Калав-Мирестана (3601 м) на севере, а также и западный перевал, отделяют бассейн озера от бассейна реки Руд-е-Сахуна, а горы Шах-Тапе (3859 м) и Аб-Риз-Хак-Риз (3376 м), как и горный перевал Гардане-йе-Наркещ (3169 м) отделяют его от бассейна рек Руд-е-Нимруд и Руд-е-Хебле, как и бассейна Дащт-е-Кавира. Озеро водою обеспечивается прежде всего с помощью южных притоков, которые появляются в результате весеннего таяния ледников, а притекают к Руд-е-Сахуну в северном направлении. В долине Сахуна преобладает бореальный климат, а среднегодовое количество осадков составляет от 280 до 500 мм. Уровень воды в озере Сахун за 50 последних лет все время уменьшается, и сегодня оно напоминает болото.

## Флора
Виды растений, зафиксированные вокруг озера, включают в себя осоку густоколосую (Carex pycnostachya), хвостник обыкновенный (Hippuris vulgaris), рдест гребенчатый (Potamogeton pectinatus), занникеллию болотную (Zannichellia palustris), зелёные харовые водоросли.